# Czyściec

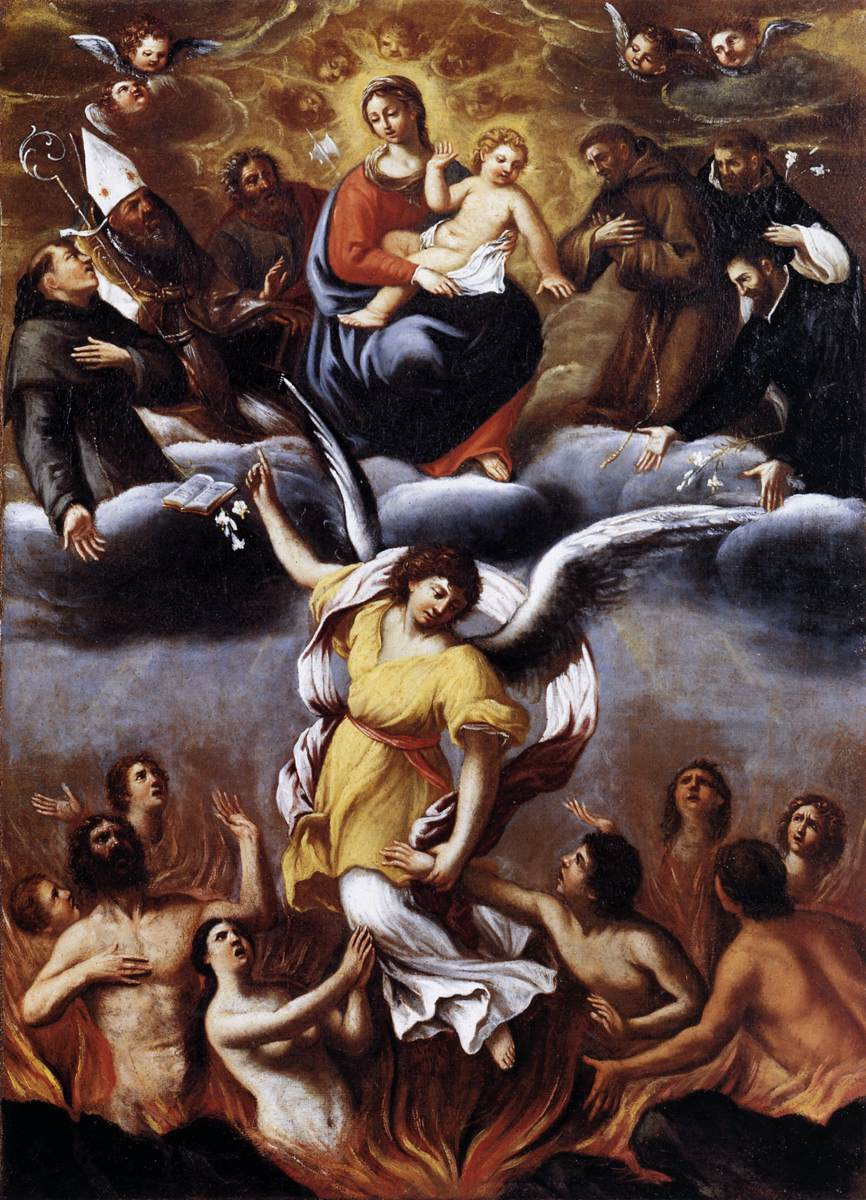
Anioł uwalnia dusze w czyśćcu pędzla Ludovico Caracciego (ok. 1610)

Czyściec (łac. purgatorium) – dochodzenie duszy do absolutnie doskonałej miłości, koniecznej do osiągnięcia szczęścia nieba, występuje wyłącznie w teologii katolickiej. Termin purgatorium zdefiniowany został w XII wieku, a potwierdzony przez Kościół katolicki w 1438 podczas soboru we Florencji.

## Stanowiska poszczególnych kościołów i wyznań chrześcijańskich wobec doktryny o czyśćcu

### Katolicyzm

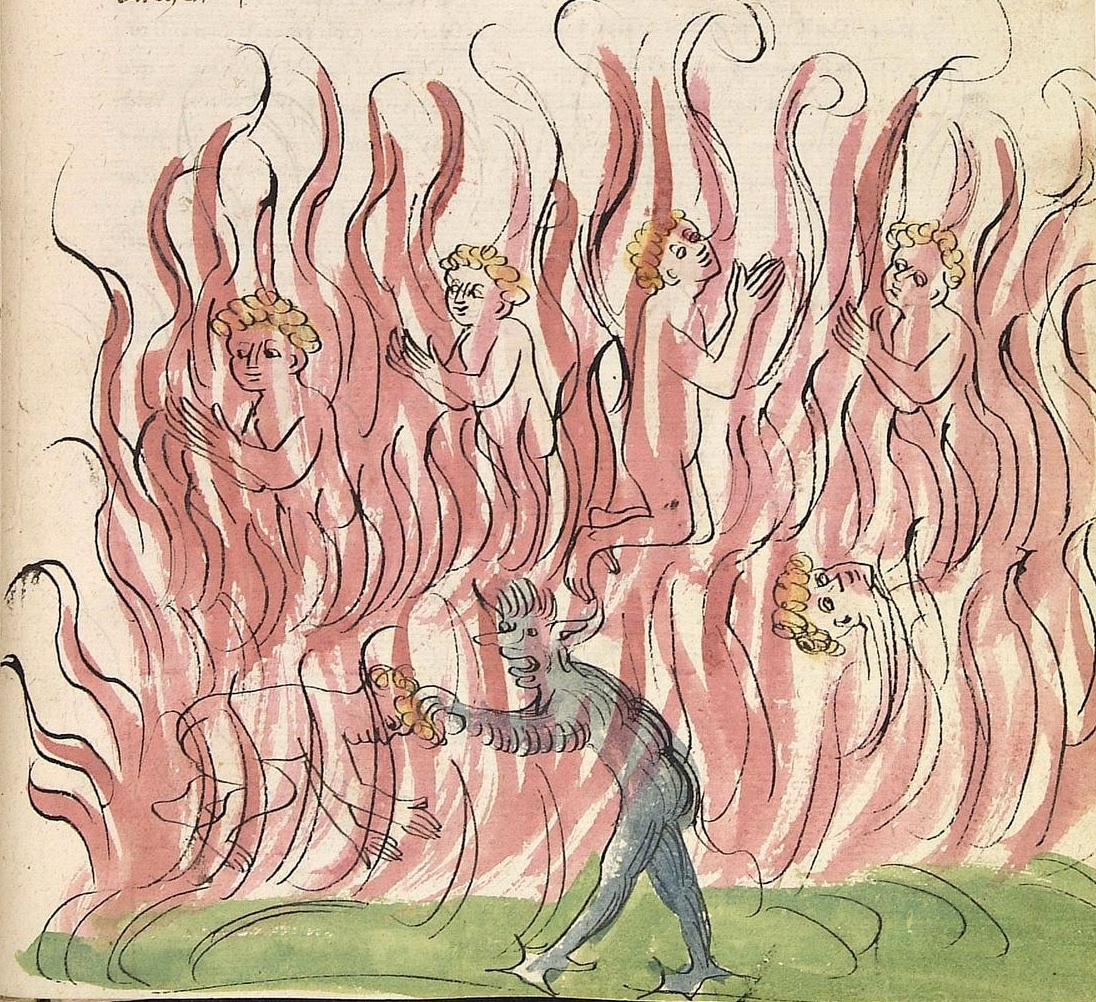
Czyściec na miniaturze ze Złotej legendy w zbiorach Biblioteki Uniwersytetu w Heidelbergu

Określenie „czyściec” (łac. purgatorium) po raz pierwszy pojawiło się pomiędzy rokiem 1160 a 1180. Od tego zaczęła się kształtować w teologii katolickiej idea czyśćca jako określonego miejsca. Teologowie katoliccy dostrzegają jednak początki idei czyśćca znacznie wcześniej.
Ich zdaniem Kościół głosił istnienie czyśćca już od czasów apostolskich. Jednym ze starożytnych pism, które – według teologów katolickich – zawiera wzmiankę o stanie określanym dziś mianem czyśćca, jest „Didache” (I wiek n.e.). Dokument ten nawiązuje do Mt 5,25-26:

Wsadzony do ciemnicy, odpowie za wszystkie swoje czyny i nie wyjdzie stamtąd, aż ostatni grosz zwróci (Didache 1,5).

Katechizm Kościoła Katolickiego streszcza doktrynę o czyśćcu w punktach KKK 1030 i 1031, a o modlitwie za zmarłych w punktach 1032 i 1371.

#### Uzasadnienie teologów katolickich na podstawie fragmentów Pisma Świętego
W Piśmie Świętym brak wyraźnego wskazania co do istnienia czyśćca (co było jedną z przyczyn odrzucenia nauki o czyśćcu przez Kościoły protestanckie i Kościół prawosławny). W Piśmie Świętym słowo „czyściec” nie pada ani razu.
Teologowie katoliccy odwołują się do tekstu z wtórnokanonicznej 2 Księgi Machabejskiej mówiącej o modlitwie i ofierze Judy za zmarłych.

Uczyniwszy zaś składkę pomiędzy ludźmi, posłał do Jerozolimy około dwu tysięcy srebrnych drachm, aby złożono ofiarę za grzech. Bardzo pięknie i szlachetnie uczynił, myślał bowiem o zmartwychwstaniu. Gdyby bowiem nie był przekonany, że ci zabici zmartwychwstaną, to modlitwa za zmarłych byłaby czymś zbędnym i niedorzecznym, lecz jeśli uważał, że dla tych, którzy pobożnie zasnęli, jest przygotowana najwspanialsza nagroda – była to myśl święta i pobożna. Dlatego właśnie sprawił, że złożono ofiarę przebłagalną za zabitych, aby zostali uwolnieni od grzechu. (2 Mch 12,43-46)

Ich zdaniem fragment ten suponuje możliwość odpuszczania grzechów po śmierci i celowość przebłagalnych ofiar za tych, którzy „pobożnie zasnęli”.
Zdaniem teologów katolickich wzmianki dotyczące czyśćca można znaleźć także w księgach protokanonicznych. Powołują się oni na to, że Pismo Święte ukazuje jak wiele razy Bóg, chcąc odnowić przymierze ze swoim ludem, ukazywał mu się w ogniu (Rdz 15,17; Wj 3,1-2; Lb 9,15; Dz 2,3).

#### Fragmenty Nowego Testamentu, które według teologów katolickich mogą potwierdzać istnienie czyśćca
Zdaniem teologów katolickich wzmianki pośrednio wskazujące na istnienie czyśćca można znaleźć również w następujących fragmentach Nowego Testamentu:

tak też jawne się stanie dzieło każdego: odsłoni je dzień [Pański]; okaże się bowiem w ogniu, który je wypróbuje, jakie jest. Ten, którego budowla wzniesiona na fundamencie przetrwa, otrzyma zapłatę; ten zaś, którego dzieło spłonie, poniesie szkodę: sam wprawdzie ocaleje, lecz tak jakby przez ogień. (1 Kor 3, 13-15)

Jezus Chrystus w przypowieści wspomniał o tym, że zmarli potępieni wstawiają się za swoimi bliskimi, którzy zostali na ziemi, aby ich ustrzec przed „męką” i próbują uprosić dla nich łaskę nawrócenia:

„Ojcze Abrahamie – zawołał – zlituj się nade mną i poślij Łazarza, aby zanurzył w wodzie koniec swego palca i zwilżył mi język, gdyż cierpię w tym płomieniu.
Dziecko – odpowiedział Abraham – przypomnij sobie, że swoje dobro odebrałeś za życia, podobnie jak Łazarz zło. Teraz on doznaje tu pociechy, a ty cierpisz. A poza tym między nami a wami rozciąga się wielka przepaść, aby ci, którzy chcieliby przejść stąd do was, nie mogli, i aby stamtąd do nas nikt nie zdołał się przenieść. Wtedy bogaty powiedział: Proszę cię więc, ojcze, abyś posłał go do domu mego ojca. Mam bowiem pięciu braci. Niech im złoży świadectwo, aby chociaż oni nie trafili do tego miejsca udręki. Abraham na to: Mają Mojżesza i proroków, niech ich słuchają. Nie, ojcze Abrahamie – nie przestawał prosić bogaty – jeśli pójdzie do nich ktoś z umarłych, opamiętają się. Wtedy Abraham powiedział: Jeśli Mojżesza i proroków nie słuchają, to choćby ktoś z umarłych powstał – nie dadzą się przekonać.” (Łk 16,24-31)

Ogień czyśćcowy oczyszcza więc świętych przed spotkaniem Ognia, który pochłania – Boga.

Bóg nasz bowiem jest ogniem pochłaniającym (Hbr 12,29)

Jezus naucza o możliwości oddania pewnego długu:

Pogódź się ze swoim przeciwnikiem szybko, dopóki jesteś z nim w drodze, by cię przeciwnik nie podał sędziemu, a sędzia dozorcy, i aby nie wtrącono cię do więzienia. Zaprawdę powiadam ci: nie wyjdziesz stamtąd, aż zwrócisz ostatni grosz. (Mt 5, 25)

Jezus naucza również:

I uniesiony gniewem pan jego kazał wydać go katom, dopóki mu całego długu nie odda. Podobnie uczyni wam Ojciec Mój niebieski, jeśli każdy z was nie przebaczy z serca swemu bratu. (Mt 18, 34)

Jezus rozróżniał między „małą” i „wielką chłostą”.

Ów sługa, który poznał wolę swego pana, a nic nie przygotował i nie uczynił zgodnie z jego wolą, otrzyma wielką chłostę. Ten zaś, który nie poznał jego woli, a uczynił coś godnego kary, otrzyma małą chłostę. Komu wiele dano, od tego wiele wymagać się będzie; a komu wiele powierzono, tym więcej od niego żądać będą. (Łk 12,47-48)

Jezus mówił także o możliwości odpuszczenia grzechów w „przyszłym wieku”.

jeśli ktoś powie słowo przeciw Synowi Człowieczemu, będzie mu odpuszczone, lecz jeśli powie przeciw Duchowi Świętemu, nie będzie mu odpuszczone ani w tym wieku, ani w przyszłym [wieku] (Mt 12,32)

Zgodnie z tym, co pisał św. Paweł Apostoł w 6 rozdziale Listu do Rzymian, nasze życie jest zatapianiem „starego człowieka”, a więc wyzbywaniem się grzechu.

#### Stan duszy w czyśćcu
Czyściec to przejściowy stan, a nie miejsce, który trwa do chwili powszechnego zmartwychwstania. Dostępują go dusze osób umierających w łasce, ale które nie są całkowicie oczyszczone (KKK 1030). Boże miłosierdzie dopuszcza możliwość oczyszczenia miłości z egoistycznych przywiązań, do których doprowadziły popełnione grzechy. Ciężar kary czyśćcowej zależy od rodzaju oraz liczby popełnionych grzechów. Oczyszczenie dokonuje się przez „ogień”, który nie jest fizycznej natury, lecz jest bólem duchowym wynikającym z uświadomienia sobie miłości Boga i własnych niedoskonałości. Innym oczyszczającym cierpieniem jest tęsknota za Bogiem. Katechizm Kościoła Katolickiego podkreśla, że cierpienia czyśćcowe są inne niż piekielne (KKK 1031). Po ukończeniu oczyszczenia dusze z czyśćca trafiają do nieba (nie ma możliwości przejścia z czyśćca do piekła).

#### Pomoc duszom czyśćcowym
Kościół katolicki podaje do wierzenia, że można pomagać duszom w czyśćcu przez modlitwę, posty (KKK 1498), odpusty, nieszpory za zmarłych, dobre czyny, odprawianie w ich intencji mszy świętej (zwyczaj mszy gregoriańskich) i przystępowanie do Komunii Świętej. W intencji dusz cierpiących w czyśćcu wierni mogą również, po spełnieniu ustalonych przez Kościół warunków, uzyskiwać odpusty.

#### Wizje czyśćca
Wizję czyśćca miała według „Dzienniczka” także św. Faustyna Kowalska. Tak to opisała w swoim Dzienniczku: 

Ujrzałam Anioła Stróża, który mi kazał pójść za sobą. W jednej chwili znalazłam się w miejscu mglistym, napełnionym ogniem, a w nim całe mnóstwo dusz cierpiących. Te dusze modlą się bardzo gorąco, ale bez skutku dla siebie, my tylko możemy im przyjść z pomocą. Płomienie, które paliły je, nie dotykały się mnie. Mój Anioł Stróż nie odstępował mnie ani na chwilę. I zapytałam się tych dusz, jakie ich jest największe cierpienie? I odpowiedziały mi jednozgodnie, że największe dla nich cierpienie to jest tęsknota za Bogiem. Widziałam Matkę Bożą odwiedzającą dusze w czyśćcu. Dusze nazywają Maryję „Gwiazdą Morza”. Ona im przynosi ochłodę. Chciałam więcej z nimi porozmawiać, ale mój Anioł Stróż dał mi znak do wyjścia. Wyszliśmy za drzwi tego więzienia cierpiącego. [Usłyszałam głos wewnętrzny], który powiedział: Miłosierdzie moje nie chce tego, ale sprawiedliwość każe. Od tej chwili ściśle obcuję z duszami cierpiącymi (Dz 20).

### Chrześcijaństwo przed reformacją
O konieczności modlitwy za zmarłych nauczali między innymi:
- Św. Ireneusz z Lyonu,
- Orygenes,
- Św. Klemens Aleksandryjski,
- Św. Ambroży,
- Cezary z Arles,
- Grzegorz Wielki.

### Prawosławie
Prawosławie uważa katolicką doktrynę o czyśćcu za herezję, przede wszystkim odrzuca naukę o oczyszczającym ogniu Bożej miłości. Męki dusz czyśćcowych nie mogłyby być bowiem spowodowane przez Boga, gdyż nie może on być źródłem cierpienia. W teologii prawosławnej występuje jedynie niebo i piekło. Zdaniem teologów prawosławnych zmartwychwstanie Jezusa Chrystusa połamało bramy piekieł, które pozostaną otwarte do dnia Sądu Ostatecznego. Chrystus po zstąpieniu do piekieł wyprowadził stamtąd dusze świętych patriarchów, proroków i wszystkich sprawiedliwych. Według teologii prawosławnej dusze zmarłych wciąż jeszcze mogą zostać wyprowadzone z piekieł, dlatego w prawosławiu praktykowane są modlitwy za zmarłych.

### Protestantyzm
Pierwotnie Marcin Luter akceptował naukę o czyśćcu i prawo Kościoła katolickiego do przyznawania odpustów. Świadczy o tym treść 95 tez przybitych do drzwi kościoła Wszystkich Świętych w Wittenberdze w 1517. Jednak negował on w nich samowolę odpustową, jakiej dopuszczała się część duchownych.

66. Skarby odpustowe są sieciami, w które obecnie łowią mamonę ludzką.
67. Odpust zachwalany przez kaznodziejów, jako wielka łaska, jest istotnie łaską wielką, gdyż im przynosi wiele pieniędzy.
68. W rzeczywistości jednak jest najmniejszą łaską w porównaniu z łaską Bożą i błogosławieństwem krzyża.
69. Biskupi i duszpasterze są obowiązani z należnym uszanowaniem przyjmować delegatów apostolskiego odpustu.
70. Ale równocześnie są obowiązani uważać pilnie, aby komisarze ci zamiast rozkazów papieskich nie wygłaszali własnych urojeń.
71. Kto przeciw prawdzie apostolskiego odpustu mówi, niech będzie przeklęty.
72. Kto przeciw samowolnym i kłamliwym słowom kaznodziei odpustowego występuje niech będzie błogosławiony!
73. Jak papież słusznie niełaską i klątwą karze tych, którzy podstępnie działają na szkodę odpustów.
74. Tak również słusznie dotyka niełaską i klątwą tych, którzy pod osłoną odpustu używają swoich sztuczek na szkodę świętej miłości i prawdy.

Źródło cytowanej treści tez:

Z czasem jednak Luter zmienił swoje poglądy w tym zakresie, odrzucając wiarę w czyściec. Współczesny protestantyzm odrzuca doktrynę o czyśćcu, kojarząc ją z handlem odpustami. Autorzy nurtu protestanckiego uważają doktrynę o czyśćcu za sprzeczną z nauką Pisma Świętego. Ich zdaniem doktryna ta przeczy bowiem biblijnemu nauczaniu na temat istnienia tylko dwóch miejsc pobytu dusz po śmierci – nieba i piekła.

I ustawi owce po swojej prawicy, a kozły po lewicy. Wtedy powie król tym po swojej prawicy: Pójdźcie, błogosławieni Ojca mego, odziedziczcie Królestwo, przygotowane dla was od założenia świata. Wtedy powie i tym po lewicy: Idźcie precz ode mnie, przeklęci, w ogień wieczny, zgotowany diabłu i jego aniołom. I odejdą ci na kaźń wieczną, sprawiedliwi zaś do życia wiecznego.(Mat 25,33-46)

Wchodźcie przez ciasną bramę; albowiem szeroka jest brama i przestronna droga, która wiedzie na zatracenie, a wielu jest takich, którzy przez nią wchodzą. A ciasna jest brama i wąska droga, która prowadzi do żywota; i niewielu jest tych, którzy ją znajdują.(Mat. 7,13-14)

Według teologów protestanckich nauka o czyśćcu wynika z niezrozumienia natury odkupieńczej ofiary Chrystusa i zaprzecza wystarczalności tej ofiary. Protestanci uznają, że ofiara Chrystusa była pełna.

Albowiem jedną ofiarą uczynił na zawsze doskonałymi tych, którzy są uświęceni.(Hbr 10,14)

Jedyną podstawą zbawienia jest fakt, że Chrystus umarł za wszystkie grzechy ludzkości.

I was, którzy umarliście w grzechach i w nieobrzezanym ciele waszym, wespół z nim ożywił, odpuściwszy nam wszystkie grzechy.(Kol 2,13)

Zbawieni zostaną tylko ci, którzy uwierzą w Chrystusa.

Dlatego też może zbawić na zawsze tych, którzy przez niego przystępują do Boga, bo żyje zawsze, aby się wstawiać za nimi.(Hbr 7,25)

Nie ma zatem podstaw do tego, aby ludzie mieli cierpieć za własne grzechy, skoro Jezus już dokonał ofiary za nie.

### Świadkowie Jehowy
Doktrynę o czyśćcu odrzucają również Świadkowie Jehowy, którzy uważają ją za sprzeczną z nauką Pisma Świętego.